# SEXY NIGHT 〜忘れられない彼〜
「SEXY NIGHT 〜忘れられない彼〜」（セクシー・ナイト わすれられないかれ）は、ROMANSのシングル。2003年8月20日にzetimaから発売された。

## 概要
テレビ東京系「セクシー女塾」から誕生したハロー!プロジェクトの新プロジェクト、ROMANSのシングル。本作が唯一のシングル作品となっている。
楽曲中にはラップが取り入れられており、メロディーパートに絡んだ構成となっている。

## 収録曲
全作詞・作曲：つんく　編曲：AKIRA
1. SEXY NIGHT 〜忘れられない彼〜 (4:52)
2. ロマン (3:34)
3. SEXY NIGHT〜忘れられない彼〜 (Instrumental) (4:52)

## 参加ミュージシャン
SEXY NIGHT 〜忘れられない彼〜
- プログラミング：AKIRA
- コーラス：AKIRA・つんく

ロマン
- プログラミング&コーラス：AKIRA

## 関連商品
- シングルV「SEXY NIGHT〜忘れられない彼〜」（同日発売）